# Język konongo
Język konongo (kikonongo) – dialekt lub wariant języka nyamwezi, należącego do rodziny bantu. Jest używany w Tanzanii przez ludność regionu Katavi.